# جيم أيدي
جيم أيدي هو سياسي بريطاني، ولد في 10 فبراير 1968 في غلاسكو في المملكة المتحدة. نشط حزبياً في الحزب الوطني الإسكتلندي. في الانتخابات النيابية العمومية الاسكتلندية 2011 ‏، انتخب عضو البرلمان الاسكتلندي الرابع ‏ عن دائرة Edinburgh Southern (Scottish Parliament constituency) ‏ وقد انضم خلال فترته النيابية ‏ (5 مايو 2011 – 24 مارس 2016) للكتلة البرلمانية الحزب الوطني الإسكتلندي.